# 푸리 (음식)
푸리(힌디어: पूड़ी, 우르두어: پوری, 벵골어: পুরি)는 인도, 방글라데시, 파키스탄 등 남아시아 지역에서 먹는 속이 빈 튀긴 빵이다. 차트니, 코르마, 달 등을 곁들여 먹는다.

## 어원
"푸리(구자라트어: પુરી, 네팔어: पुरी, 마이틸리어: पूरी, 말라얄람어: പൂരി, 벵골어: পুরি, 오리야어: ପୁରି, 우르두어: پوری, 칸나다어: ಪೂರಿ, 타밀어: பூரி, 텔루구어: పూరీ, 펀자브어: ਪੂਰੀ, 힌디어: पूड़ी)"의 어원은 산스크리트어 "푸리카(पूरिका)"이다.

## 사진 갤러리

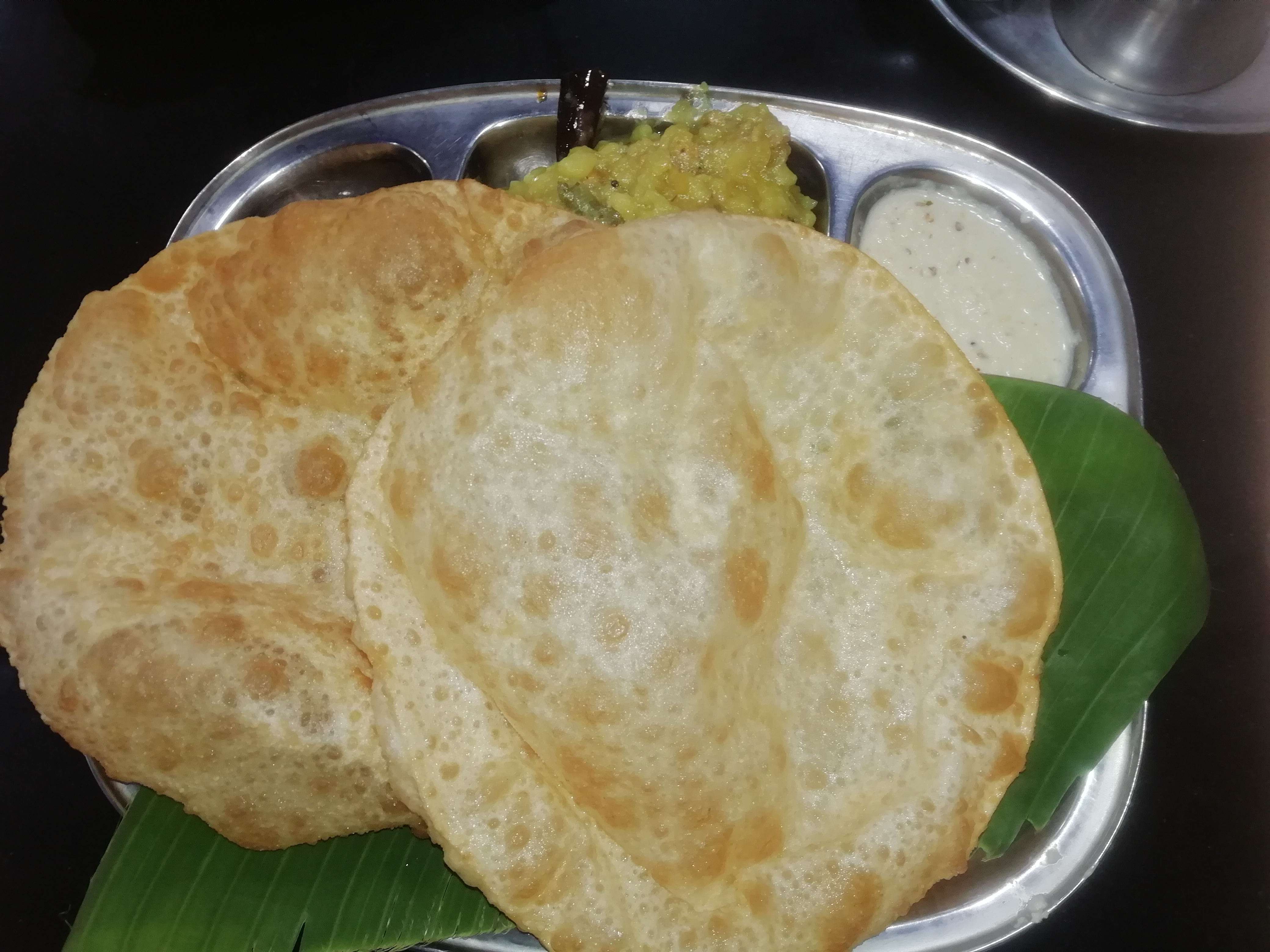
푸리 1
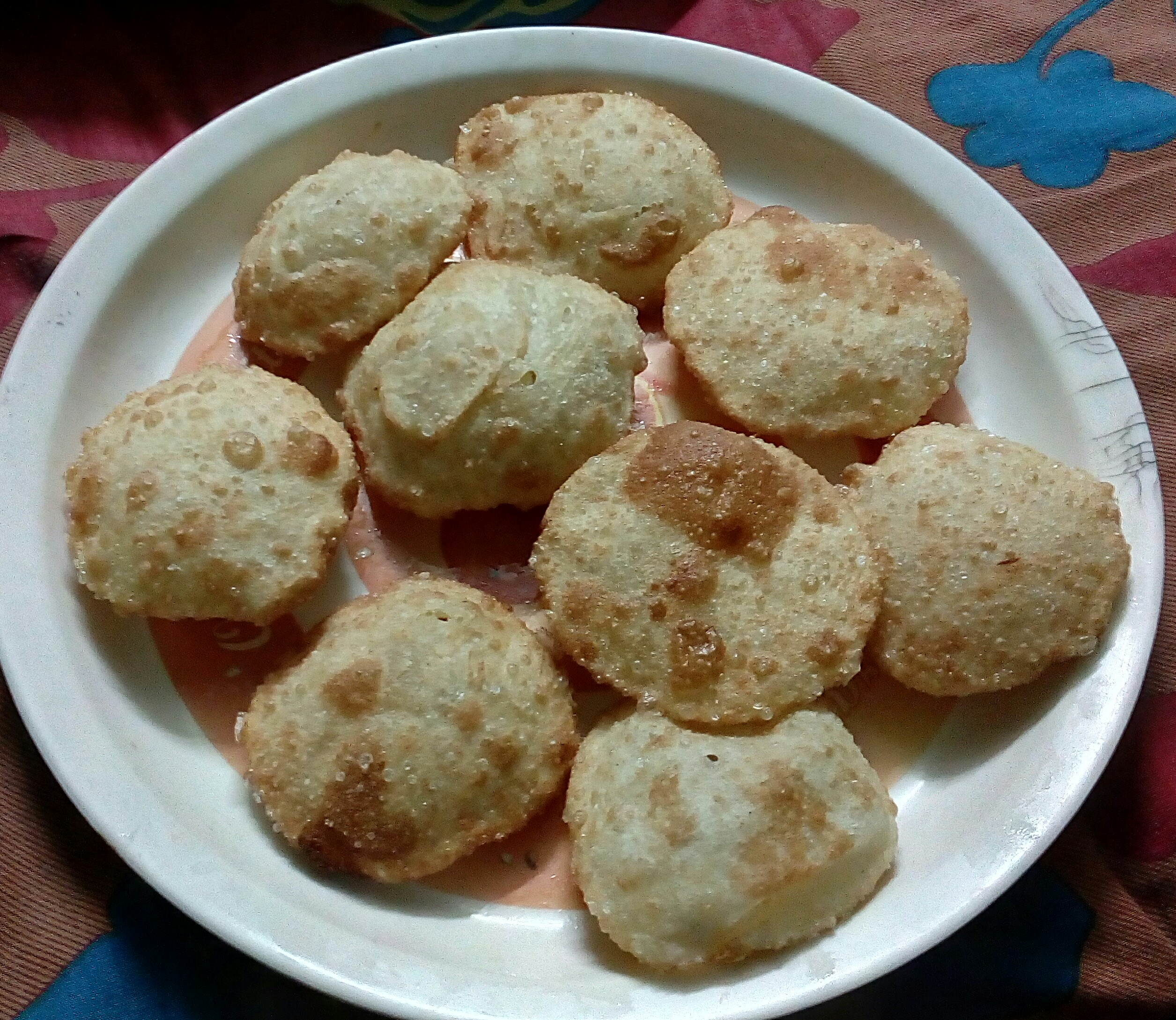
푸리 2
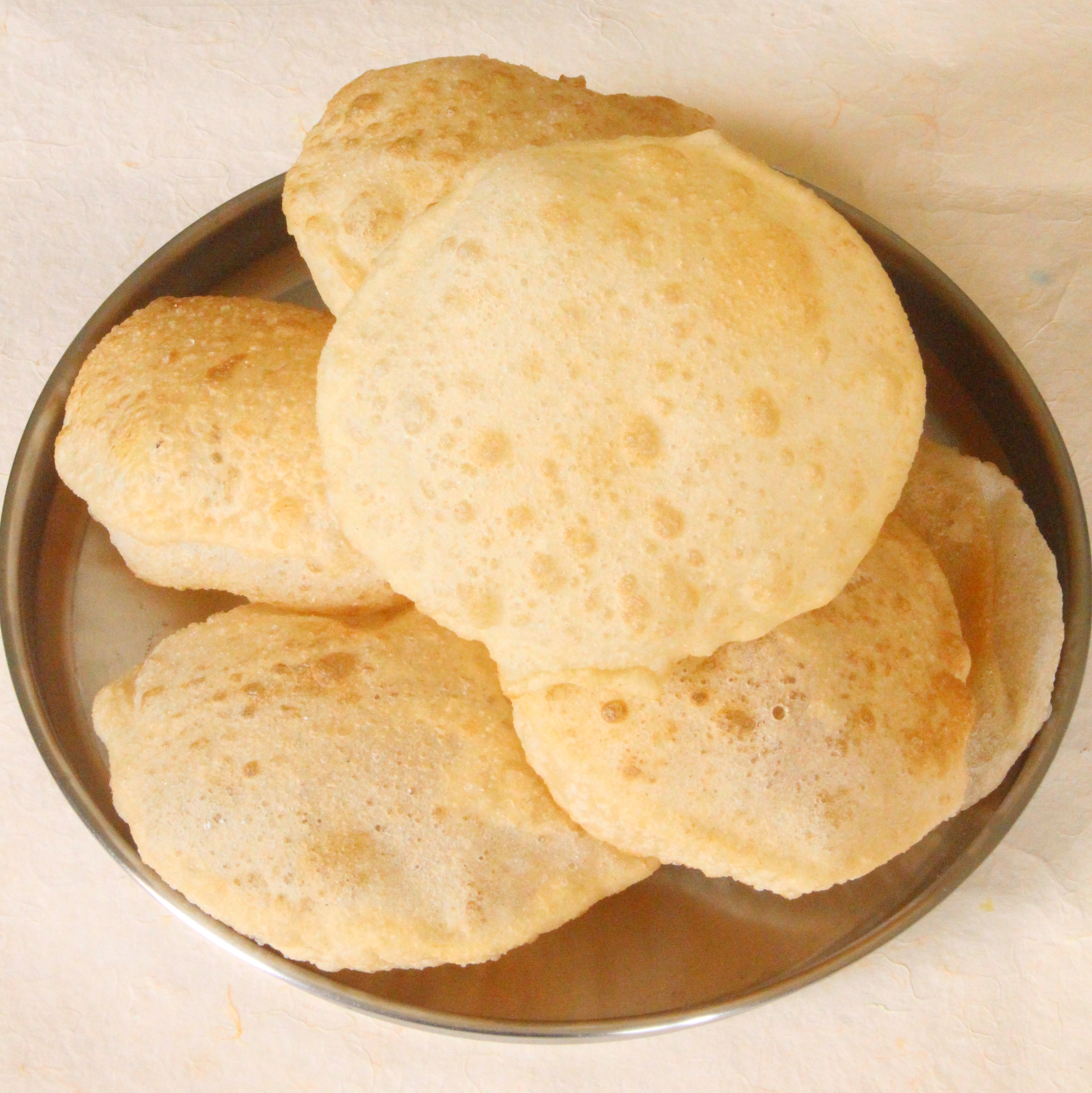
푸리 3
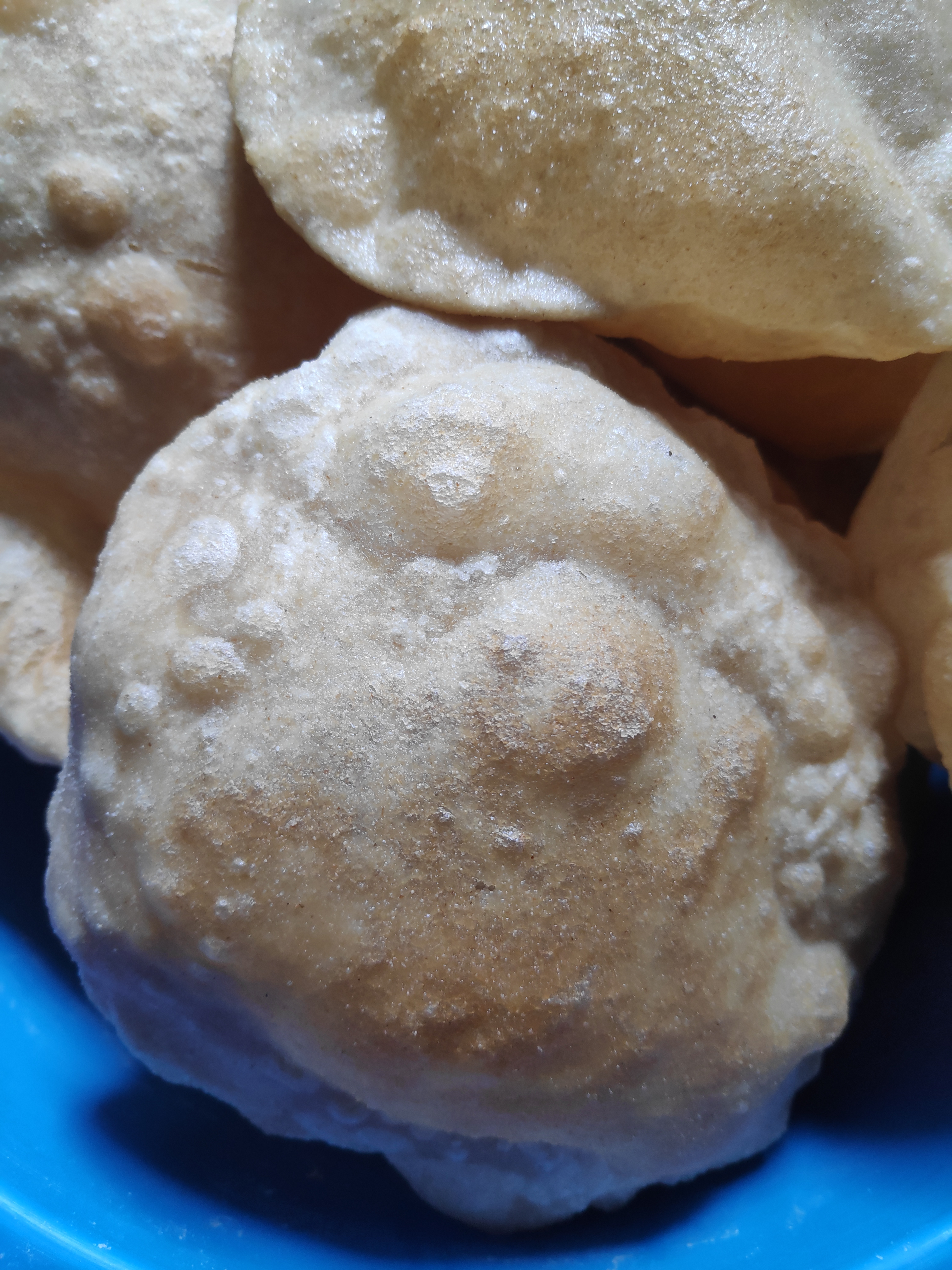
푸리 4

## 같이 보기
- 루치
- 달 푸리